# Дълбок извор
Дълбок извор (до 1906 г. Коз бунар) е село в Южна България. То се намира в община Първомай, област Пловдив.

## География
Село Дълбок извор е разположено в Горнотракийската низина – в най-източната част на Пловдивското поле, в полите на Родопите. Намира се на 34 km югоизточно от Пловдив, на 23 km от Асеновград и на 12 km от Първомай. Край селото преминавали древният път Via Militaris и пътищата от Родопските проходи. Релефът в околностите на селото е предимно равнинен, леко хълмист в южните части. През Дълбок извор тече река Тополница, която извира от Родопите и близо до селото се влива в река Мечка. Климатът е умереноконтинентален, с леки средиземноморски влияния.
Климатичните особености и релефът благоприятстват развитието на земеделието: отглеждат се предимно зеленчуци и зърнени култури.

## История
Село Дълбок извор е заселено от стари български родове през 13 век по времето на цар Иван Асен II. Най-старото му известно име е Козмош. През Средновековието името му се променя на Коз бунар – паланка.
На 21 декември 1906 г. получава сегашното си име – Дълбок извор.
Първият селски часовник е монтиран на църквата в селото през 1914 г.
Във войните за национално обединение (1912 – 1918) вземат участие над 600 млади мъже от Дълбок извор. 147 от тях загинали по бойните полета в редиците на 10 пехотен Родопски полк.
На 26 март 2013 г. се навършват 100 години от падането на Одрин. В атаката за превземането на крепостта загиват петима мъже от Дълбок извор: Иван Бозов, Иван Станчев, Иван Касаколев, Илия Червенаков и Руси Бойчев. Гробовете им край Одрин отдавна са изоставени и забравени. 
На 17 април 2013 г. се навършват 100 години от рождението на д-р Сребра Родопска – Ташева, създател на българската БЦЖ ваксина против туберкулоза. („Корени и крила“)

## Редовни събития
Всяка сряда в центъра на селото се прави пазар, на който идват търговци и предлагат своята стока.
На 23 май 2010 г. в Дълбок извор е открит Музей на тракийската народна музика.
Всяка година на празника на селото – Спасовден, в Дълбок извор се провеждат събори и творчески срещи – надсвирвания на оркестрите за народна музика от Тракия и други райони на страната.

## Личности
- Кара Димо Гитанлъ (1620 – 1700 прибл.)
- Тодор Николов Бойчев (1856 - 1931) - писател, 2 истор. книги и 3 романа
- Кап. Георги Сл. Кротнев (1894 – 1925)
- Добри Я. Ковачев (1896 – 1963)
- Славчо В. Тимарев (1900 – 1941)
- Атанас П. Попов (1909 – 1971)
- Академик д-р Ташо А. Ташев (1909 – 1997)
- Професор арх. Петър А. Ташев (1915 – 1995)
- Генерал Янко Тодоров Бойчев (1888 - 1971), Центр. Соф. гробища, парцел 45, ред 8, гроб 1
- Полк. Тодор Дим. Ванков (1919 – 1987) – к-р на Гранични войски
- Подполк. Васил Ник. Янин (1932 – 2019) – военновъздушни сили
- Бисер Каев, (1936-2010) - народен музикант
- Иван Ат. Милев – акордеонист, почетен гражданин (1956)

## Други
Селото е добре уредено със собствена здравна служба, аптека, детска градина, народно читалище „Пробуда -1908", училище, поща. Има изградена канализационна система. Съществувало е и лятно кино, което е разрушено. Провеждали са се ежегодни събори, на които са идвали най-известните тракийски народни оркестри и са правили тридневни надсвирвания.

## Икономика
В Дълбок извор има местни фирми за производство на млечни продукти.